# Sleutelbloem

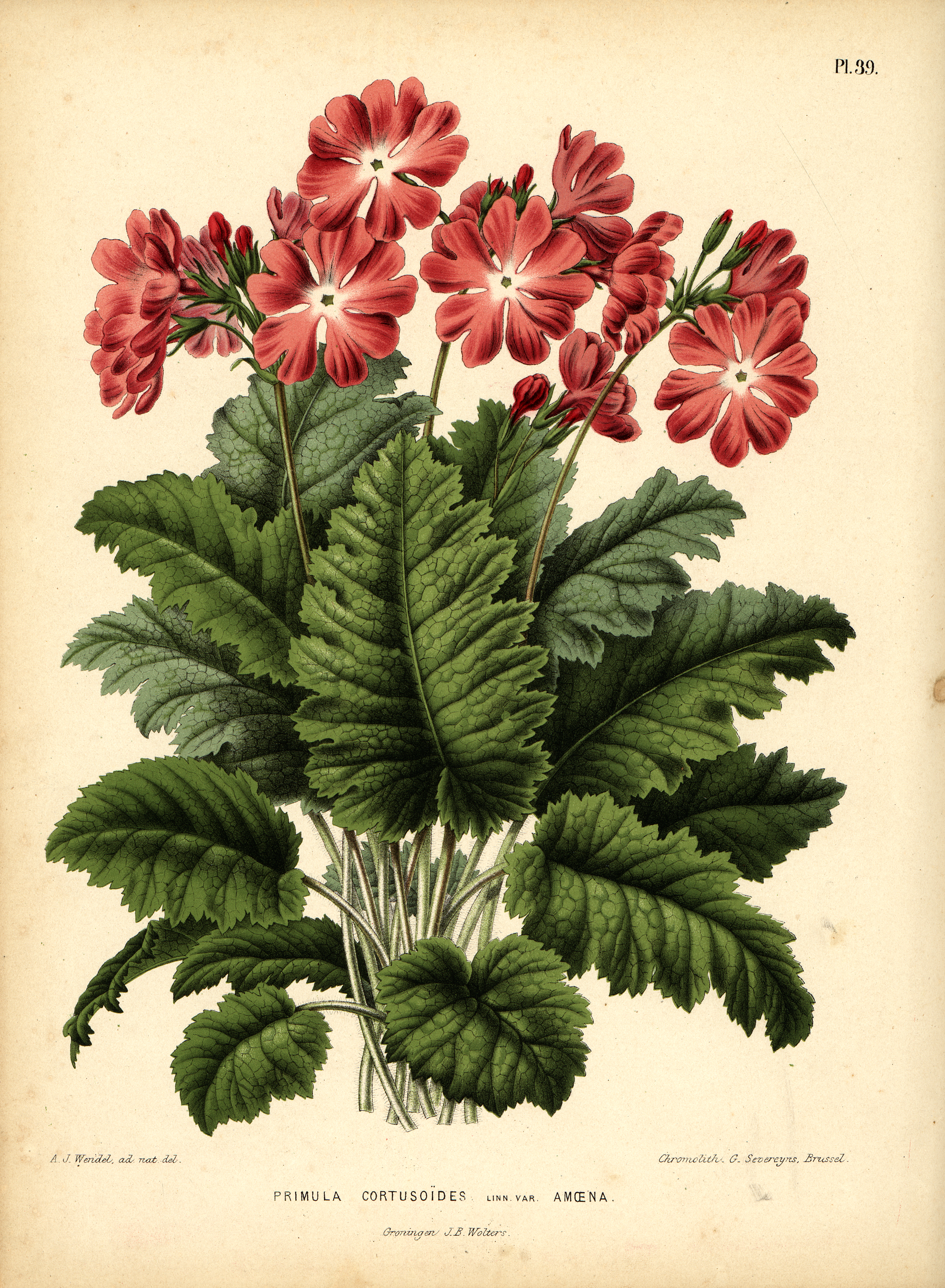
Primula cortusoides, A.J. Wendel (1868)

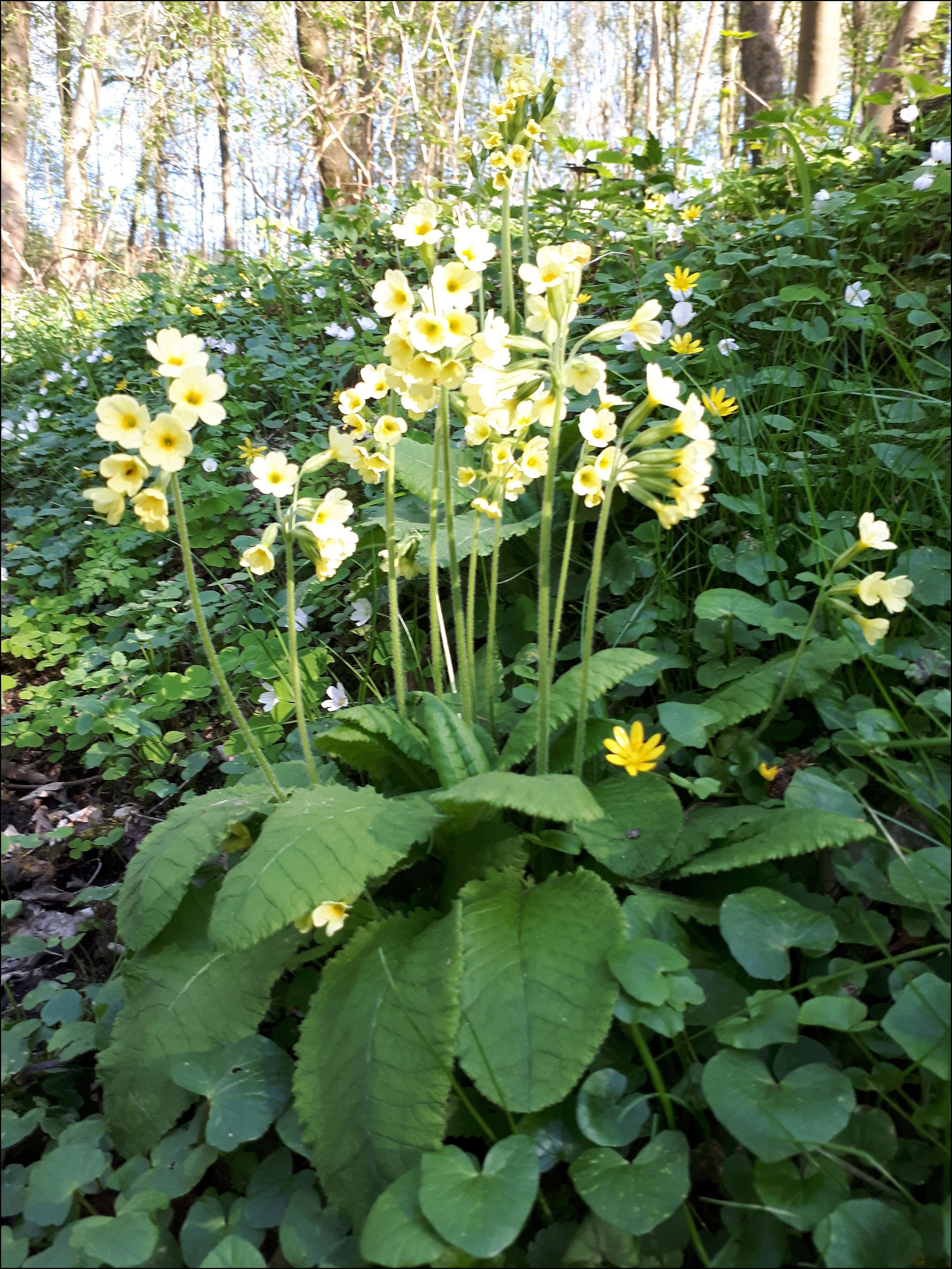
Gulden sleutelbloem (Primula veris)

Sleutelbloem (Primula) is een geslacht van meer dan vijfhonderd soorten laaggroeiende planten uit de sleutelbloemfamilie (Primulaceae). Sommige soorten worden gekweekt vanwege hun decoratieve bloemen.
Overblijvende soorten bloeien in het voorjaar. De kleur van de bloemen varieert van paars, geel, rood en roze tot wit. De planten geven meestal de voorkeur aan gefilterd of gedempt zonlicht.
De botanische naam Primula is afgeleid van het woord primus (eerste), en geeft aan dat het als een van de eerste bloeiers in het voorjaar werd gezien.
In Nederland beheert Diergaarde Blijdorp namens de Stichting Nationale Plantencollectie een Primula-collectie.

## Legende
De op een sleutelbos lijkende bloeiwijze van Primula was aanleiding tot de vorming van een legende: Sint-Petrus had, als bewaker van de hemelpoort, een prachtige sleutelbos met gouden sleutels. Op een kwade dag echter, toen hij even in slaap sukkelde, gleed deze hem uit handen en viel op de aarde neer. Petrus liet onmiddellijk de sleutelbos terughalen maar op de plaats waar hij was neergekomen, groeide een opvallende plant met een stralende tros goudgele bloemen; de plant kreeg sindsdien de naam 'sleutelbloem'. De sleutelbloem staat ook bekend onder de naam Sint-Petruskruid en de Duitsers noemen haar Himmelschlüssel.

## Verspreiding
Wilde primula's zijn over het noordelijk halfrond wijdverbreid. Vooral in gebergten komen veel soorten voor. Van de ongeveer vijftien in Europa voorkomende soorten komt dan ook de helft in de Alpen voor.

## Ecologie
Opvallend is de aanpassing aan de omgeving. Sleutelbloemen uit het laagland hebben doorgaans gele bloemen. Sleutelbloemen uit de gebergten zijn vaak wit, roze, violet of blauw. Het verschil wordt verklaard doordat in laagland de bestuiving door bijen gebeurt, terwijl in de bergen vlinders deze taak overnemen.
Sleutelbloemen dienen als waardplant voor de larven van een aantal Lepidoptera-soorten en voor mineervliegen.

## Soorten
In België en Nederland komen drie soorten voor, namelijk:
- Gulden sleutelbloem (Primula veris)
- Slanke sleutelbloem (Primula elatior)
- Stengelloze sleutelbloem (Primula vulgaris)

Buiten de Benelux komen ook voor:
- Primula auricula (aurikel)
- Primula beesiana
- Primula bulleyana
- Primula clusiana
- Primula denticulata
- Primula farinosa
- Primula florindae
- Primula glutinosa (Kleverige sleutelbloem)
- Primula hirsuta
- Primula japonica
- Primula minima (Dwergsleutelbloem)
- Primula nutans
- Primula rosea
- Primula scotica
- Primula scandinavica
- Primula sieboldii
- Primula stricta

Vanwege het hoge aantal van vijfhonderd soorten heeft men geprobeerd hier wat lijn in te brengen.
W.W. Smith en H.R. Fletcher hebben een onderverdeling van negentien secties gemaakt, die zowel op regio als op overeenkomst is gebaseerd.
Enkele secties zijn:
- sectie Auriculae
- sectie Candelabra
- sectie Denticulatae
- sectie Farinosae
- sectie Floribundae
- sectie Muscarioides
- sectie Sikkimensis
- sectie Vernales

Primula's bevatten primine. Vooral wilde vormen van Primula obconica produceren in de harige bladeren zoveel primine, dat zelfs mensen die de plant niet aanraken maar in dezelfde ruimte aanwezig zijn, al irritatieverschijnselen kunnen vertonen. Er zijn echter cultivars van deze soort ontwikkeld, die geen primine bevatten, zoals bijvoorbeeld Twilly Series 'Touch Me' F1.

## Gebruik
De gewone sleutelbloem (Primula veris), de stengelloze sleutelbloem (Primula vulgaris) en de slanke sleutelbloem (Primula elatior) kunnen gebruikt worden in slaatjes, in pannenkoeken- en cakebeslag en in jam. Hiervoor zijn alle bovengrondse delen van de plant geschikt. De bloempjes hebben een anijsachtige smaak. Vroeger werd dit veel op de Veluwe gedaan en in Vlaanderen, vandaar de oude Vlaamse namen koekenbloem, pannenkoekenbloem en bakbloem voor deze plant. Deze drie soorten zijn in Nederland niet wettelijk beschermd en staan in Vlaanderen op de rode lijst, waardoor planten voor dit doel niet uit het wild mogen worden gehaald.
In de middeleeuwen werd Primula gebruikt als'verlammingskruid' bij aandoeningen met reumatische pijnen, verlammingen, krampen en stuipen. Ook bij hoofdpijn en slapeloosheid. Later werd de sleutelbloem gebruikt bij verkoudheden, borstklachten en als zweetdrijvend middel.
| Enkele soorten                                                              |
| --------------------------------------------------------------------------- |
| - Primula auricula - Primula vulgaris - Primula burmanica - Primula elatior |

... · P. auricula (Aurikel) · 
P. beesiana · 
P. bulleyana · 
P. clusiana · 
P. denticulata ·  
P. elatior (Slanke sleutelbloem) · 
P. farinosa · 
P. florindae · 
P. glutinosa (Kleverige sleutelbloem) · 
P. hirsuta · 
P. japonica · 
P. minima (Dwergsleutelbloem) · 
P. nutans · 
P. rosea · 
P. scandinavica · 
P. scotica · 
P. sieboldii · 
P. stricta · 
P. veris (Gulden sleutelbloem) · 
P. vulgaris (Stengelloze sleutelbloem) · ...
... · 
Anagallis (Guichelheil) · 
Androsace (Mansschild) · 
Ardisia · 
Centunculus · 
Coris · 
Cortusa · 
Cyclamen (Cyclaam) · 
Dionysia · 
Glaux · 
Hottonia · 
Lysimachia (Wederik) · 
Myrsine · 
Primula (Sleutelbloem) · 
Samolus · 
Soldanella (Kwastjesbloem) · 
Trientalis · 
Vitalania · 
...